# 2-(异氰基甲硫基)苯甲醚
2-(异氰基甲硫基)苯甲醚是一种有机化合物，化学式为C9H9NOS。它可通过相应酰胺和磷酰氯的脱水反应制得，它是无色至灰白色低熔点（27 °C）的固体。它可以用于合成多取代异腈（R1R2R3CNC）。